# مارك تونديراي
مارك تونديراي (بالإنجليزية: Mark Tonderai)‏ (و. 1974  م) هو كاتب، ومخرج أفلام، وشخصية أعمال، وكاتب سيناريو بريطاني، ولد في لندن.

## وصلات خارجية
- مارك تونديراي على موقع IMDb (الإنجليزية)
- مارك تونديراي على موقع ألو سيني (الفرنسية)
- مارك تونديراي على موقع أول موفي (الإنجليزية)
- مارك تونديراي على موقع بوكس أوفيس موجو (الإنجليزية)
- مارك تونديراي على موقع قاعدة بيانات الأفلام السويدية (السويدية)
- مارك تونديراي على موقع قاعدة بيانات الفيلم (الإنجليزية)
- مارك تونديراي على موقع كينوبويسك (الروسية)